# 瓦迈尔·埃里奥
瓦迈尔·埃里奥（法語：Vanmael Heriau，1995年3月16日—），法國男子羽毛球運動員。

## 簡歷
2016年10月，瓦迈尔·埃里奥與弗洛朗·里安喬合作出戰埃及羽毛球國際賽男子雙打項目，在決賽中以2比0（21-3、21-9）擊敗埃及選手兼頭號種子阿里·艾哈迈德·埃尔·哈提卜/阿卜杜勒拉赫曼·克什卡尔組合，並奪得羽毛球生涯中首個國際賽冠軍。

## 主要比賽成績
只列出曾進入準決賽的國際賽事成績：
| 年份   | 賽事               | 公開賽級別 | 項目     | 拍檔          | 成績   |
| ------ | ------------------ | ---------- | -------- | ------------- | ------ |
| 2016年 | 埃及羽毛球國際賽   | 國際系列賽 | 男子雙打 | 弗洛朗·里安喬 | 冠軍   |
| 2016年 | 挪威羽毛球國際賽   | 國際系列賽 | 男子雙打 | 弗洛朗·里安喬 | 準決賽 |
| 2016年 | 土耳其羽毛球國際賽 | 國際系列賽 | 男子雙打 | 弗洛朗·里安喬 | 冠軍   |

| 2007-2017年 | 首要超級賽 | 超級賽 | 黃金大獎賽 | 大獎賽 | 國際挑戰賽 | 國際系列賽 | 未來系列賽 | 其他 |

| 2018-2026年 | 總決賽 | 超級1000賽 | 超級750賽 | 超級500賽 | 超級300賽 | 超級100賽 | 國際挑戰賽 | 國際系列賽 | 未來系列賽 | 其他 |